# 大觀社區迫遷事件
大觀社區迫遷事件，簡稱大觀事件，是指從2016年8月至2019年3月期間，在中華民國（臺灣）新北市板橋區大觀社區發生的迫遷事件。最早在2010年，中華民國國軍退除役官兵輔導委員會向大觀社區居民提起民事訴訟，最後居民全部敗訴。2016年，大觀社區居民成立「大觀事件自救會」，開始進行組織抗爭、與國軍退除役官兵輔導委員會協商，並提出「原地安置」等訴求。
2017年4月，國軍退除役官兵輔導委員會展開兩波強制拆遷行動。大觀事件自救會先是在4月26日突襲佔領國軍退除役官兵輔導委員會，並在5月4日阻擋行政院院長林全的座車。同年9月，國軍退除役官兵輔導委員會提出「榮譽國民之家」、「社會住宅」、「包租代管」等安置方案。隨後，大觀事件自救會呼籲中華民國總統蔡英文出面解決爭議。
到了2018年4月7日，蔡英文表示，期待有最好的處理。但2018年5月4日，大觀事件自救會與國軍退除役官兵輔導委員會的協調會破局。2019年3月4日，大觀社區居民收到將在3月18日起全面拆遷的通知。2019年3月15日，大觀社區居民與國軍退除役官兵輔導委員會達成共識，同意全部搬遷，但仍持續抗爭，希望政府能提供妥善的長期安置方案。

## 歷史背景

### 非列管眷村

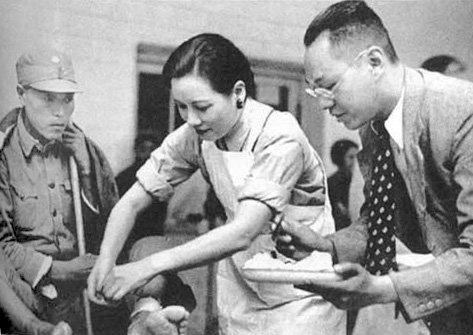
宋美齡親自為傷兵包紮。

大觀社區的土地原本屬於林本源家族。早在1956年，由宋美齡成立的中華民國婦女聯合會為了安置中華民國國軍眷屬、榮譽國民，在臺北縣板橋鎮浮洲興建起臺灣第一個眷村「婦聯一村」，這也是往後浮洲發展的基礎。而在該眷村中，透過招商投資所設置的福利中心，便是大觀社區的前身。1963年，超級強烈颱風葛樂禮侵襲臺灣，造成的水患嚴重摧毀「婦聯一村」、「婦聯二村」，中華民國婦女聯合會將「婦聯一村」住戶撤遷到內湖區、中和區等地的其他眷村，但並沒有遷走福利中心的居民，該聚落居民便留在原地重建家園。
1966年，在居民不知情的情況下，大觀社區的土地被登記為「國有土地」，並交給陸軍總司令部管理。1968年，臺北市政府在大觀路二段設立板橋榮譽國民之家；1982年，板橋榮譽國民之家改由中華民國國軍退除役官兵輔導委員會管理。1974年，板橋榮譽國民之家正式接管土地後，並未對居民有任何處置。在1985年大觀路拓寬時，在經過板橋榮譽國民之家給予許可後，居民退後2公尺重建房屋，同時獲得臺北縣政府的建物徵收補償。1993年，居民開始提出承購土地的申請。
國軍退除役官兵輔導委員會板橋榮譽國民之家對此召開「處理私人使用國有公用土地協調會」，認為居民可以提出1974年以前的水電、居住證明，理論上申購並沒有問題。隨後板橋榮譽國民之家要求居民提供水電證明，作為後續向財政部國有財產署辦理現狀移交承租、承購的依據。但居民積極配合提交證明文件後，在板橋榮譽國民之家的疏失下遭到遺漏，國軍退除役官兵輔導委員會因而沒有繼續辦理。

### 訴訟定讞

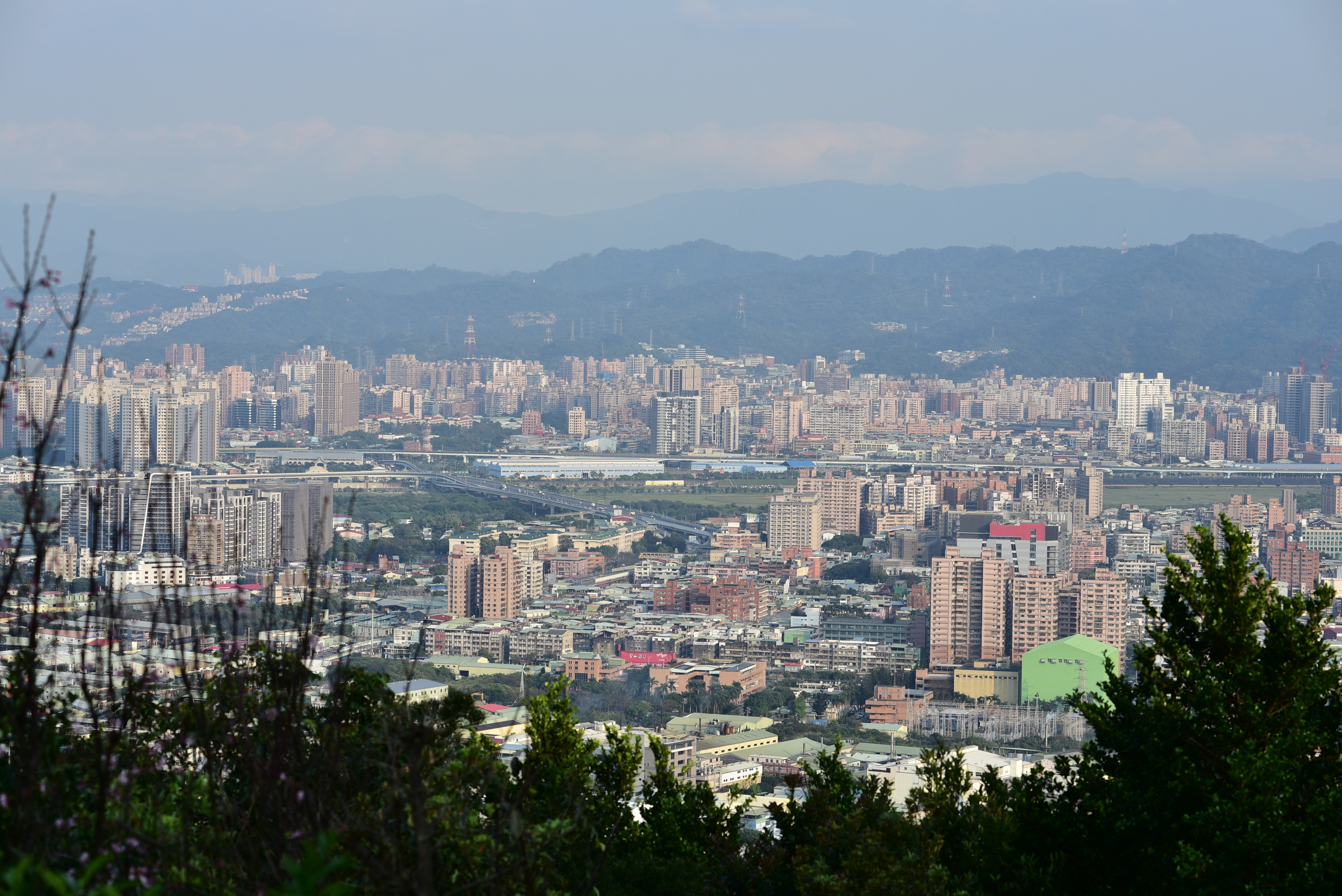
2002年，臺北縣政府通過板橋市浮洲地區都市計畫。

早在2000年，中華民國財政部訂定頒布《各機關經管國有公用被占用不動產處理原則》，其中賦予政府得以動用民事訴訟排除居民的法源依據，這導致華光社區、大觀社區和紹興社區皆被控告。2002年，臺北縣政府通過板橋市浮洲地區都市計畫，將大觀社區所在的土地劃為社會福利措施用地。而由於國有土地政策的轉變，大觀社區當地居民便成為「惡意侵佔戶」。
2010年開始，國軍退除役官兵輔導委員會板橋榮譽國民之家將社區居民分為六批，開始提起民事訴訟，要求大觀社區拆除房屋、歸還土地、返還5年不當所得。2014年，法院訴訟定讞，裁定大觀社區的居民全部敗訴。2016年5月，榮譽國民之家強制執行收取不當得利罰鍰，平均每戶須賠新臺幣40萬元。同年9月，榮譽國民之家陸續寄出公告，要求居民在10月7日之前自行拆屋還地。
最初國軍退除役官兵輔導委員會並無提出安置方案，但在遭遇組織抗爭後，先後提出入住榮譽國民之家、派人發放青年住宅傳單等。而在2017年9月26日，為了安置大觀社區拆遷戶，國軍退除役官兵輔導委員會提供「榮譽國民之家」、「社會住宅」、「包租代管」等數種安置拆遷戶的方案，但仍有疑慮的大觀社區居民則是持保留態度。

## 長期抗爭

### 早期協商

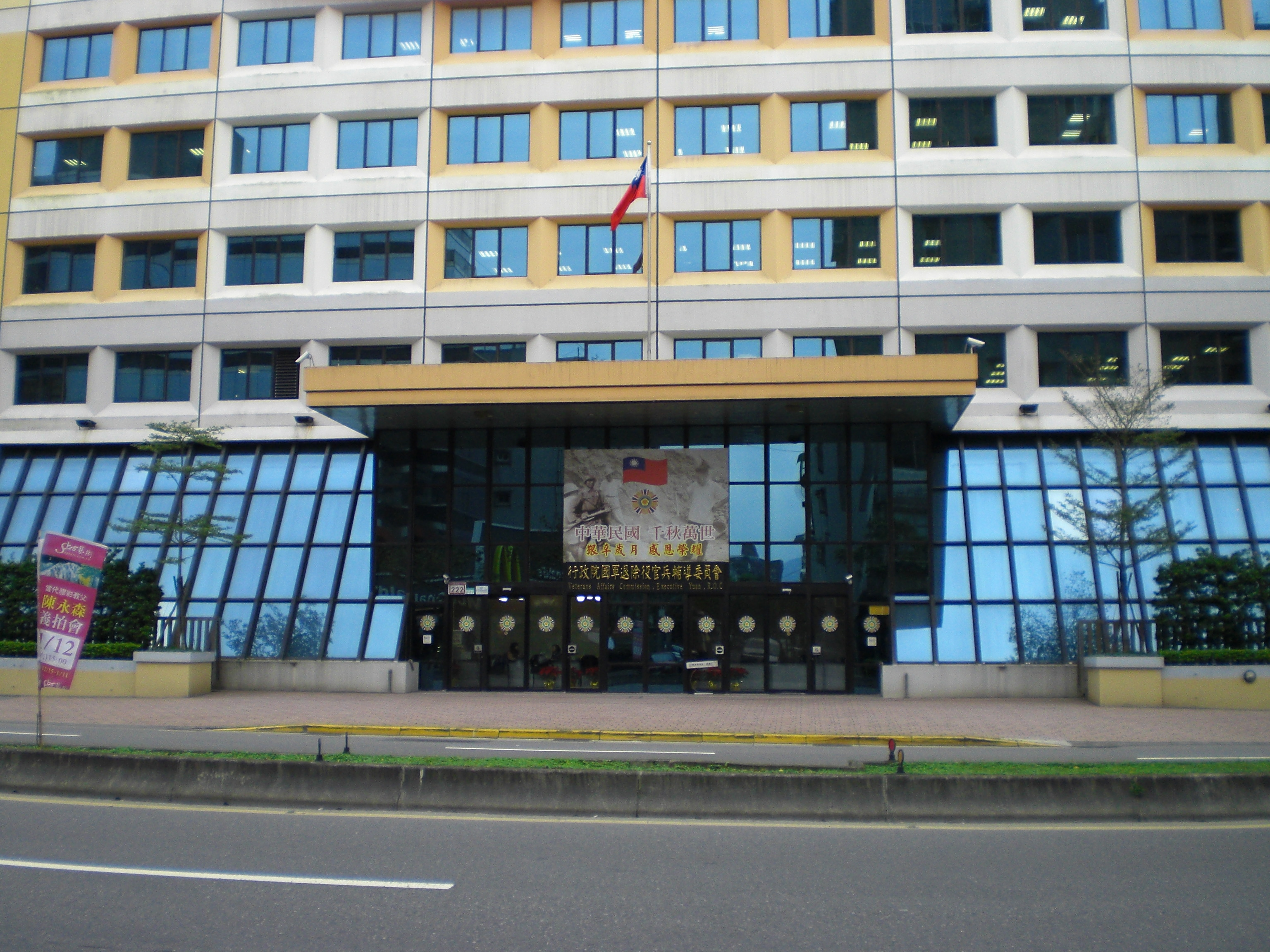
從2016年起，大觀事件自救會便與國軍退除役官兵輔導委員會協商。

2016年，大觀社區的居民組成「大觀事件自救會」，開始與國軍退除役官兵輔導委員會協商。大觀事件自救會後續提出原地續住、去除不當得利汙名、及檢討國土活化相關政策法律，並要求落實非正規住居的居住權保障。9月25日，全臺灣超過60個反迫遷自救會在凱達格蘭大道上集會。這些反迫遷團體原本預計前往中華民國總統蔡英文的私人住宅遊行，不過總統府副秘書長姚人多在遊行前便積極各個自救會間拜訪和協調，最後成功更改地點至凱達格蘭大道。
與此同時，中華民國內政部則規劃在11月正式實施土地徵收的聽證制度。10月7日，由於大觀社區到達自拆的最後期限，反迫遷連線前往中華民國財政部陳情，訴求停止拆遷爭議案件。10月13日，對於大觀社區拆除問題，國軍退除役官兵輔導委員會副主任委員李文忠承諾「保持溝通」。隔日，榮譽國民之家暫緩大觀社區的拆除。12月12日，由於國軍退除役官兵輔導委員會私底下仍有許多動作，大觀社區居民前往國軍退除役官兵輔導委員會抗議，要求停止一切拆除行政程序。
2017年4月10日，國軍退除役官兵輔導委員會針對同意戶拆除的點交戶，展開第一波大觀社區強制拆除行動。由於不同意戶房舍受損，雙方在現場發生衝突，並有12名聲援學生受傷。4月17日，大觀事件自救會與居民前往行政院抗議，以雞蛋丟擲多名官員頭像，指控執法過當、及要求檢討暴力迫遷。而當行政院外交國防法務處處長譚宗保接受陳情時，並無法回答相關進度。4月20日，在大觀事件自救會與居民舉辦儀式後，國軍退除役官兵輔導委員會仍強制拆出3戶。而在拆除作業期間，警方以「管束」方式限制聲援者數個小時。

### 抗爭升級

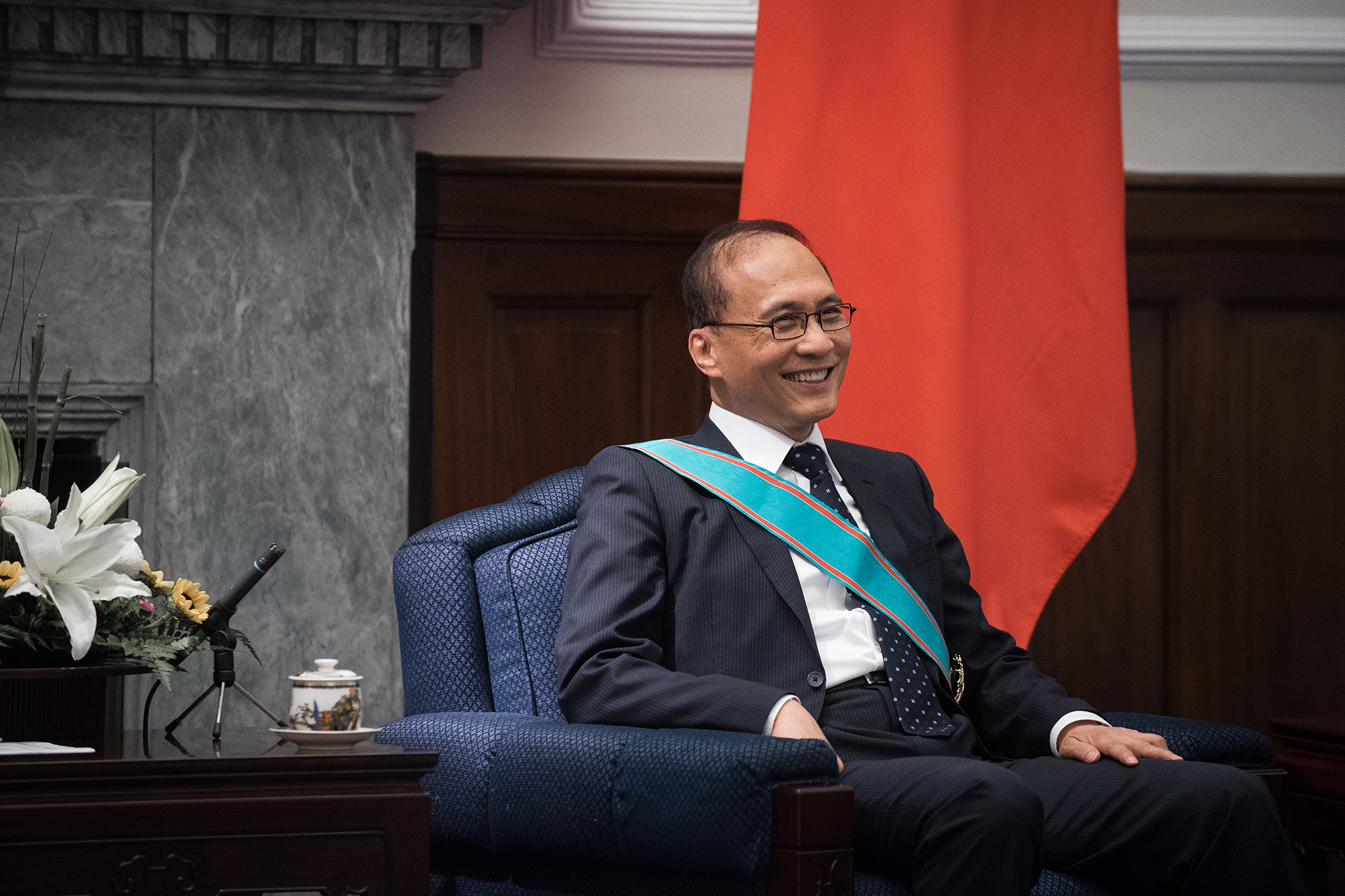
2017年5月4日，大觀事件自救會曾嘗試阻擋行政院院長林全的座車陳情。

4月26日，對於大觀社區面臨全面強迫拆遷，大觀事件自救會突襲佔領國軍退除役官兵輔導委員會，並進入裡面噴漆抗議，要求主任委員李翔宙出面回應居民協商訴求。但這次突襲並未有首長出面，最後大觀事件自救會遭到警方強制清場。5月3日，大觀事件自救會前往民主進步黨中央黨部，並質問姚人多的承諾。5月4日，大觀事件自救會與抗議民眾包圍阻擋行政院院長林全的座車車隊，抗議社區面臨強迫拆遷的危機。大觀事件自救會希望林全關注此事，並呼籲行政院介入迫遷爭議。而在遭到警方排除後，大觀事件自救會一度轉往行政院，行政院則期盼理性民眾理性表達訴求。
5月11日，大觀事件自救會前往民主進步黨中央黨部，表演行動劇抗議打壓。5月13日，被要求迫遷的大觀社區住戶與反迫遷聲援者拖拉著房屋道具苦行，從民主進步黨中央黨部遊行前往總統府，並在凱達格蘭大道上以碎磚排列成「厝」字。其要求蔡英文政府停止拆遷大觀社區，並呼籲政府去除歷史錯誤。5月22日，大觀事件自救會與居民前往監察院陳情，要求徹底調查國軍退除役官兵輔導委員會的行政疏失。
6月7日，因應國軍退除役官兵輔導委員會正式向法院聲請拆遷強制執行，大觀事件自救會前往總統府陳情抗議，但隨後遭到驅離。6月29日，面臨迫遷的大觀社區居民向總統府丟擲警報器，要求國軍退除役官兵輔導委員會擴大安置來保障居住權。7月17日，大觀事件自救會前往行政院抗議，要求妥善安置，並朝門口丟擲煙霧彈。7月26日，大觀社區迫遷住戶前往新北市政府大樓，要求新北市政府提出安置方案；社會局和城鄉發展局分別派出官員回應。

### 未獲回應

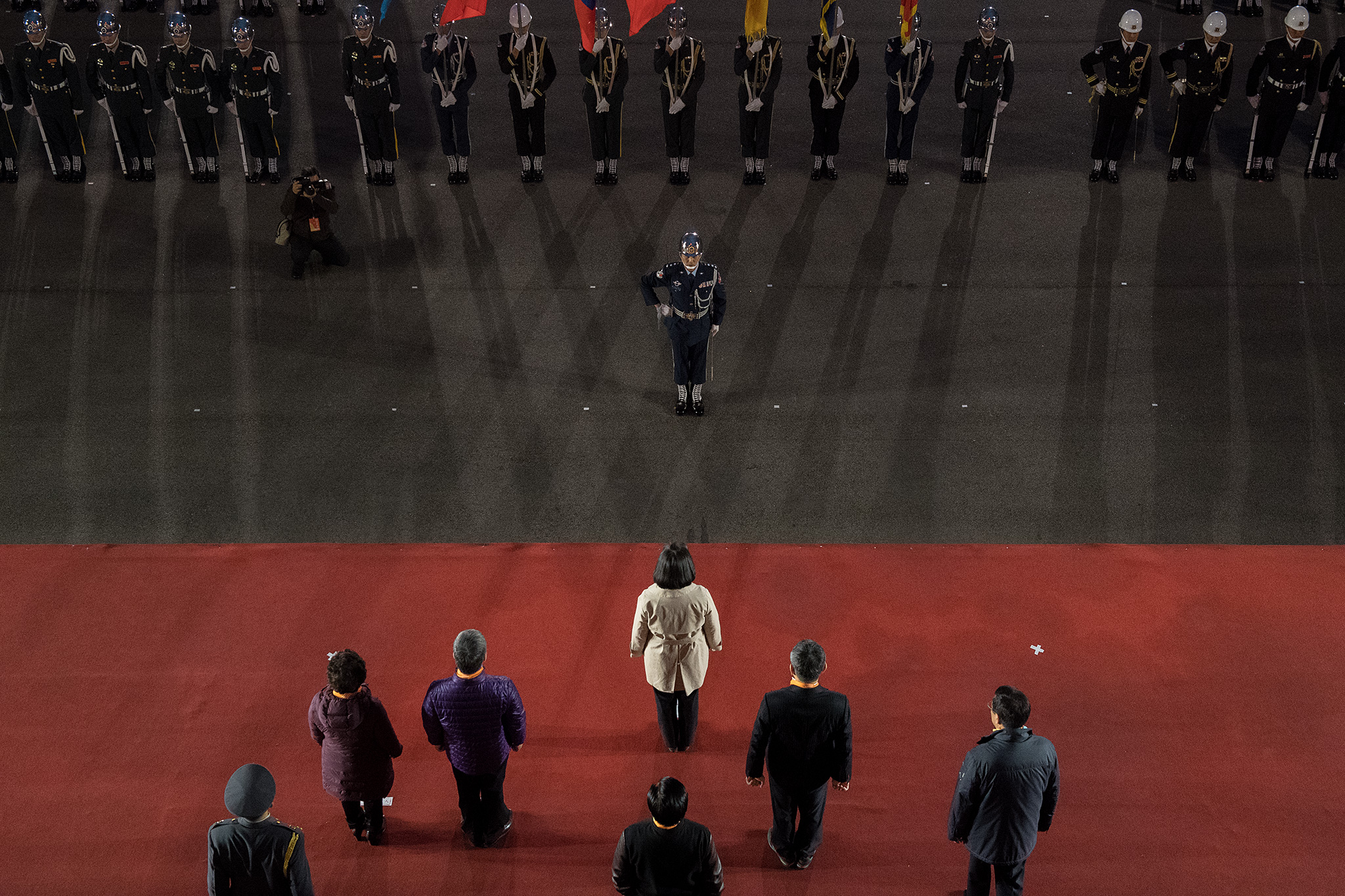
2017年12月31日，反迫遷團體前往總統府前，向元旦升旗典禮舞臺潑漆。

9月8日，趁著賴清德接任行政院院長，多個反迫遷團體和居民前往行政院外抗議，要求賴清德內閣暫緩臺南市區鐵路地下化計畫和大觀社區案，否則將全面抗爭。9月17日，大觀事件自救會、反台南鐵路東移全線自救聯合會等多個民間反迫遷團體和居民，前往民主進步黨中央黨部門口抗議，並舉辦「超渡法會」、焚燒冥紙，要求賴清德停止各地迫遷案件。9月26日，對於大觀社區強制拆遷案，國軍退除役官兵輔導委員會召開說明會，並且提出安置方案，但仍有疑慮大觀社區居民期盼各戶困境能被重視，雙方未能達成共識。
10月19日，大觀事件自救會再度前往行政院抗議。11月8日，由於臺灣新北地方法院預計在12月進行拆除前的「履勘」，大觀社區居民前往民主進步黨中央黨部抗議。11月12日，大觀事件自救會等團體舉辦該年度秋鬥，提出勞工、移民與移工、教育、迫遷等四大議題，並遊行至凱達格蘭大道，表達被政府壓迫的憤怒。11月21日，大觀事件自救會夜宿民主進步黨中央黨部，希望出席中央常務委員會的蔡英文能出面解決。隔日，大觀事件自救會先是突襲總統官邸，但在總統官邸前遭到驅離；隨後亦有100多名警力包圍大觀社區居民，阻擋其與蔡英文對話，並且無法順利阻擋總統車隊。
12月1日，由於即將面臨強拆，大觀事件自救會前往行政院院長賴清德的官邸張貼「協尋賴清德」海報、潑漆抗議，要求暫緩拆除，並且爆發衝突。隨後戒備中的警方予以驅離，並有1名女子送醫、2名員警受輕傷。12月6日，大觀事件自救會動員居民堅守阻擋臺灣新北地方法院進行履勘，隨後庭長張紫能態度轉變，並親自出面協調溝通，最終其確定暫緩不執行拆除前的履勘作業，並承諾促成國軍退除役官兵輔導委員會召開協商會議。12月31日，大觀事件自救會等反迫遷團體前往總統府前，針對元旦升旗典禮舞臺潑漆，隨後4人遭警方裁罰。

### 協調失敗
2018年1月24日清晨，板橋榮譽國民之家拆除大觀社區3個同意點交戶的空屋，大觀事件自救會到場抗議並丟擲煙霧彈，並與員警爆發兩波衝突。最終警方逮捕7名抗爭者，還曾阻擋記者拍攝。3月8日，由於預計大觀社區最快在4月面臨強制拆除，大觀事件自救會成員和居民在行政院前落髮抗議，宣示拒絕強迫拆遷、及將發起更激烈的抗爭。3月10日，大觀事件自救會開始進行「防禦堡壘」工程，宣示反迫遷的決心。3月24日，大觀事件自救會與社區居民展開「恨行」苦行，批評國土活化政策，並呼籲蔡英文政府停止迫遷。
4月7日，蔡英文參加鄭南榕追思會，大觀事件自救會隨後到場陳情抗議、反對迫遷，蔡英文則表示期待有最好的處理。4月16日，由於未有實質方案，大觀事件自救會再度前往總統府外陳情抗議；但在協商7個小時後，總統府並未提供滿意的回應，僅表示由國軍退除役官兵輔導委員會適當處理；大觀事件自救會批評，蔡英文的承諾沒有誠意，並在總統府前與警方發生衝突。5月4日，在李文忠的主持下，國軍退除役官兵輔導委員會與大觀事件自救會針對大觀社區拆遷案舉行最後一次協調會。但面對大觀事件自救會所提出「原地安置」遭到拒絕，及李文忠一度失言向大觀社區居民嗆聲，最後雙方在協調會爆發激烈衝突。
6月24日，反台南鐵路東移全線自救聯合會、大觀事件自救會等23個反迫遷團體宣布成立台灣土地正義行動聯盟，榮譽理事長為國立政治大學地政學系教授徐世榮。
7月27日，由於不滿民主進步黨舉行張藥房重建典禮，大觀事件自救會等反迫遷團體再度前往內政部陳情抗議；同時，大觀事件自救會還批評，民主進步黨消費土地正義，特別是內政部部長徐國勇曾經表示大觀社區並沒有人權問題。7月30日，大觀事件自救會前往臺北市艋舺大道時報大樓大門外，要求出席《中國時報》「雙北座談會」的新北市市長參選人侯友宜就迫遷爭議表態。8月2日，蔡英文參與國家住宅及都市更新中心揭碑儀式，但會場外的反迫遷團體遭警方以改道牌包圍；大觀事件自救會成員唐佐欣質疑，這是不是民主進步黨對抗陳情抗議的態度；大觀事件自救會與台灣土地正義行動聯盟於會場外舉辦記者會，暗批民主進步黨消費居住正義。8月4日，大觀事件自救會與迫遷居民前往新北市市長參選人蘇貞昌的造勢活動抗議，隨後遭警方限制人身自由3小時。
8月29日，當蘇貞昌舉行住宅政策會談，大觀事件自救會再度訪問，並在場外抗議，要求新北市市長候選人正視居住權問題。8月30日，蘇貞昌和侯友宜完成新北市市長參選登記，大觀事件自救會在場外抗議，要求提出承諾。9月13日，反迫遷團體前往民主進步黨中央黨部集結抗議。10月20日，大觀事件自救會前往蘇貞昌與賴清德造勢晚會陳情，過程中與警方爆發衝突，1人被帶到警局。10月29日，大觀事件自救會和居民找上新北市市長候選人侯友宜，但雙方未有交集。

## 同意搬遷

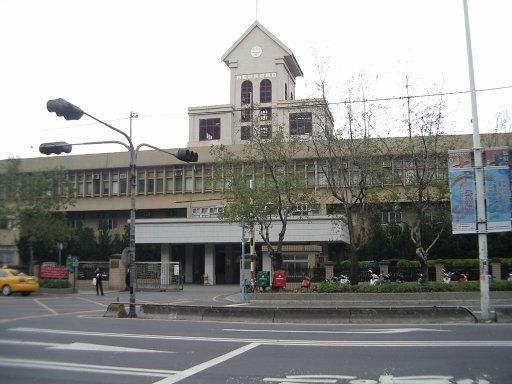
2019年3月4日，臺灣新北地方法院發送將在3月18日起全面拆除的公文。

2018年九合一選舉，中國國民黨在直轄市長及縣市長選舉勝出，民主進步黨慘敗，賴清德內閣總辭。隔年1月14日，蘇貞昌接任行政院院長，並舉行交接典禮；各地反迫遷自救會等團體在行政院外抗議，呼籲面對土地正義。2月19日，大觀事件自救會與住戶前往新北市政府陳情，要求與侯友宜商討原地安置方案，並批評新北市政府將責任推給中央部會。3月4日，大觀社區居民收到臺灣新北地方法院公文，將在3月18日起全面拆除。3月6日，大觀事件自救會與居民前往行政院，抗議國軍退除役官兵輔導委員會的作為，部分居民更下跪求情。由於行政院僅有冷淡回應且並未承諾訴求，大觀事件自救會和警方發生推擠衝突。
3月11日，大觀事件自救會前往國軍退除役官兵輔導委員會，突襲噴漆抗議，並要求重啟協商，但遭到警方清場；隨後，國軍退除役官兵輔導委員會嚴厲譴責該行為。3月13日，針對大觀社區尚未同意點交的50戶，國軍退除役官兵輔導委員會副主任委員李文忠提出暫緩拆除的五項優惠方案，並呼籲大觀社區用戶簽署拆遷同意書。
3月14日，大觀事件自救會與居民展開反對迫遷的苦行行動，以「六步一跪」方式前往總統府，呼籲國軍退除役官兵輔導委員會重啟協商並妥善安置。而在晚上7時，大觀事件自救會和國軍退除役官兵輔導委員會再度協商。3月15日清晨，在經過9個小時的協商後，國軍退除役官兵輔導委員會與大觀事件自救會達成共識。其中大觀事件自救會和國軍退除役官兵輔導委員會雙方簽署六項協議，居民同意點交房屋，亦確定大觀社區將被拆除。
4月25日、5月22日，國軍退除役官兵輔導委員會分別召開第二次及第三次安置協調會，皆無提供長期安置方案。5月24日，監察院發布調查報告，認為『退輔會以「公法遁入私法」手段迫遷大觀社區居民，有違兩公約「適足居住權」意旨；監察院要求行政院，研議專法解決頻仍迫遷爭議，並督促該會檢討改進』。5月29日，大觀事件自救會前往行政院抗議，要求行政院正視監察院調查報告，制定專法，提供大觀社區居民長期安置方案。
6月2日，大觀事件自救會舉辦《我們回家，回大觀—拆除前最後晚會》。6月10日，大觀事件自救會前往臺北市金華街行政院院長官邸，要求蘇貞昌出面協助大觀社區居民長期安置，未獲回應。

## 案件審理

### 遭到起訴
2017年6月27日，針對大觀社區阻擋林全座車陳情案，臺北市政府警察局大安分局以《中華民國刑法》「妨害公務罪」及「強制罪」控告10名抗議者，並送交臺灣臺北地方檢察署偵辦。2018年2月14日，臺灣臺北地方檢察署起訴先前阻擋林全座車離去的6人。5月9日，隨著強制拆遷即將執行，臺灣臺北地方法院第一次開庭審理。7月4日，臺灣臺北地方法院再次就阻擋座車陳情案召開準備庭，大觀事件自救會質疑政府透過司法打壓，並重申原地安置的訴求。10月18日，法院舉行最後一次言詞辯論，大觀事件自救會並對法官提出呼籲。

### 執法暴力
2018年4月11日，由於臺北市政府警察局多次強制驅離靜坐、控告遊行抗議者，大觀事件自救會等各領域公民團體共同聚集在臺北市市政大樓陳情抗議，批評臺北市政府限縮公民集會遊行權，且批評臺北市市長柯文哲的四項原則逾越《集會遊行法》的授權。2018年8月6日，對於舉牌陳情卻遭限制人身自由，大觀事件自救會前往監察院陳情，批評警方濫權執法。10月21日，大觀事件自救會等反迫遷團體前往臺灣新北地方檢察署陳情，並質疑臺灣民主已經變質為「只許擁戴、不能抗議」。

## 外部連結
- （繁體中文） 大觀社區自救會 （页面存档备份，存于）
- （繁體中文） 大觀事件-Daguan Homeless
- （繁體中文） 大觀社區